# 北海道鹿追高等学校
北海道鹿追高等学校（ほっかいどうしかおいこうとうがっこう、Hokkaido Shikaoi High School）は、北海道河東郡鹿追町にある公立（道立）の高等学校である。全日制課程普通科。

## 学校教育目標[2]
- 主体的に探求し協働し問題解決に取り組む態度と力を身に付ける。
- 自らを省察し誠実に改善に取り組む態度力を身に付ける。
- 自他の生命尊重とともに心豊かな人間性を育み、健全な心身を育成する。

## 沿革[3][4]
ここでは主な出来事を取り扱う。
- 1950年 - 北海道清水高等学校鹿追分校として鹿追中学校に併置。
- 1952年 - 北海道鹿追高等学校として独立。
- 1969年 - 開校20周年を迎える。
- 1976年 - 全日制普通科が始まる。それに伴い、定時制普通科の募集が停止する。
- 1979年 - 定時制農業科募集停止。
- 1980年 - 創立30周年を迎える。
- 1997年 - 鹿追町主催カナダ短期留学派遣事業開始。道教委・生き生きとした魅力ある高校づくり推進事業に指定される。
- 2001年 - 道教委・未来をつくる高校づくり推進事業に指定される。
- 2003年 - 連携型中高一貫教育施行。文部科学省・研究開発校に指定される。
- 2018年 - 道教委・がん教育総合支援事業に係るがん教育推進校に指定される。
- 2020年 - 道教委・働き方改革推進事業推進校に指定される。　道教委・小・中・高等学校英語教育支援事業推進校に指定される。　スポーツ庁「Sport in Life推進プロジェクト（ターゲット横断的なスポーツ実施者の増加方策事業）」に指定される。
- 2021年 - 道教委・ICTを活用した学びのDX事業推進校に指定される。

## 部活動[5]
- 陸上競技部
- バスケットボール部
- バドミントン部
- 野球部
- ソフトテニス部
- サッカー部
- 吹奏楽部
- 写真部

- 演劇部

- 書道部
- 茶道部
- e-Sports部
- ボランティア同好会
- 弁論同好会

## 校歌・校訓・校章[6]

### 校歌
作詞作曲:藤山 一郎　校歌の歌詞はこちらを参照のこと。http://www.shikaoi.hokkaido-c.ed.jp/page_20230803004003/page_20230901054524

### 校訓
自覚・実践・誠実

### 校章
郷士「クテクウシ」の名にちなんで鹿の角を組み合わせ、叡智・勤労・進取・学業の意を表している。

## アクセス[7]
詳しくはこちらを参照のこと。http://www.shikaoi.hokkaido -c.ed.jp/page_20230803004003/page_20231204032044
- 札幌市から約2時間45分
- 新千歳空港から約2時間
- 帯広空港から約50分